# Dryobalanops aromatica
Dryobalanops aromatica, conocido comúnmente como el alcanfor de Borneo, árbol de alcanfor, alcanfor malayo, o alcanfor de Sumatra,  es una especie de planta de la familia Dipterocarpaceae.  Esta especie es una de las principales fuentes de alcanfor y atrajo comerciantes árabes a  Borneo, cuando valía más que el oro, y se utilizaba para incienso y perfumes.
Se encuentra en Sumatra, Malasia peninsular y Borneo.

## Descripción
Es un gran árbol emergente, que alcanza un tamaño de hasta 65 m o incluso 75 m de altura, que se encuentra en los bosques mixtos de dipterocarpáceas en suelos arenosos profundos amarillos húmicos.

## Usos
Tiene una madera dura pesado vendida bajo los nombres comerciales de Kapur. Se registró a partir de al menos dos áreas protegidas (Parque nacional de Bukit Lambir y Parque nacional de Gunung Mulu).

## Propiedades
Contiene los principios activos bergenina, malaysianol A, laevifonol, ampelopsina E, α-viniferina, ε-viniferina y diptoindonesina A que puede ser aislado de la corteza del tallo de D. aromatica.

## Taxonomía
Dryobalanops sumatrensis fue descrita por (J.F.Gmel.) Kosterm. y publicado en Blumea 33: 346. 1988.
Etimología
Dryobalanops:
Sinonimia
- Dipterocarpus camphorus (Colebr.) Mart.
- Dipterocarpus teres Steud.
- Dryobalanops aromatica C.F.Gaertn.
- Dryobalanops camphora Colebr.
- Dryobalanops junghuhnii Becc.
- Dryobalanops vriesii Becc.
- Pterigium teres Corrêa
- Shorea costata J.Presl[7]